# Shimanto
Shimanto (四万十市?) è una città giapponese della prefettura di Kōchi.
Si tratta di una città di nuova costituzione, fondata il 10 aprile 2005 fondendo il villaggio di Nishitosa con la città di Nakamura. Deve il suo nome allo Shimanto, il fiume sul quale sorge.